# Suore francescane di San Giuseppe (Hamburg)
Le Suore Francescane di San Giuseppe (in inglese Franciscan Sisters St Joseph of Hamburg; sigla F.S.S.J.) sono un istituto religioso femminile di diritto pontificio.

## Storia
La congregazione fu fondata l'8 settembre 1897 a Trenton da Agnes Hilbert e da Giacinto Fudziński, ministro provinciale dei frati minori conventuali: inizialmente l'apostolato delle suore era rivolto ai cattolici polacchi emigrati in America, ma con il tempo estesero le loro cure alle altre nazionalità.
Poco dopo la fondazione le suore si stabilirono a Buffalo, dove il 3 settembre 1898 ottennero il riconoscimento diocesano dal vescovo James Edward Quigley, che permise alla comunità di aprire in città la casa-madre e il noviziato.
L'istituto ricevette il pontificio decreto di lode il 10 luglio 1928 e l'approvazione definitiva di papa Pio XI il 20 aprile 1936.

## Attività e diffusione
Le suore si dedicano all'istruzione e all'educazione cristiana della gioventù e all'assistenza a malati e anziani in ospedali e ricoveri.
La sede generalizia è a Hamburg, nello stato di New York.
Alla fine del 2015 l'istituto contava 60 religiose in 9 case.